# Harvest Moon: My Little Shop
Harvest Moon: My Little Shop (牧場物語シリーズ まきばのおみせ Bokujō Monogatari: Shirīzu ma Kiba no o Mise, Farming Shop) là một trò chơi video mô phỏng nông trại do h.a.n.d. Inc. phát triển. Marvelous Interactive phát hành trò chơi tại Nhật Bản ngày 28 tháng 4 năm 2009 và Natsume phát hành tại Bắc Mỹ ngày 23 tháng 11 năm 2009. Trò chơi đã được phát hành cho Wii thông qua dịch vụ WiiWare của Nintendo và củng là trò chơi Harvest Moon đầu tiên cho WiiWare. Đây là một phần ngoại truyện của loạt trò chơi Harvest Moon/Story of Seasons.

## Câu chuyện
Cha mẹ của người chơi quyết định lên đường bắt đầu một cuộc phiêu lưu khảo cổ học quan trọng và họ gửi người chơi đến chỗ bà nội Shannon và ông nội Graham. Ông bà sống trong một trang trại ở ngôi làng nhỏ có tên là Thị trấn Clover, họ cũng điều hành một cửa hàng nhỏ.
Thật không may, Thị trấn Clover đang rơi vào thời kỳ khó khăn và không còn là nơi nhộn nhịp như xưa nữa. Thị trưởng Jarvis không biết phải làm gì để hồi sinh thị trấn. Bà của người chơi dự định sẽ tháo dỡ cửa hàng, nhưng người chơi phản đối và tình nguyện trông coi nó. Vì ông nội cũng bị đau lưng nên người chơi sẽ chăm sóc luôn trang trại của họ.
Jarvis kể với người chơi về Truyền thuyết về cỏ ba lá, nơi những sinh vật nhỏ bé được gọi là Harvest Sprites sẽ làm cho mọi người hạnh phúc. Các sprites được cho là sống ở cối xay gió cỏ ba lá bên ngoài thị trấn nhưng họ dường như không còn sống ở đó nữa và không còn ai có thể làm cho cối xay gió quay. Người chơi thầm nghĩ sẽ thật tuyệt vời nếu Thị trấn Clover có điều gì đó thu hút được những du khách bên ngoài.
Những người dân làng sống ở Thị trấn Clover là những nhân vật mới, nhưng những nhân vật ghé thăm (đặt trước hoặc ngẫu nhiên) là từ các trò chơi Harvest Moon trước đó (và tương lai).

## Lối chơi
Người chơi chủ yếu sử dụng WiiMote để chơi. Trong quá trình chơi sẽ mở khóa thêm các trò chơi nhỏ. My Little Shop cũng có sự góp mặt của dân làng từ các thị trấn từ các trò chơi trước, chẳng hạn như Forget-Me-Not Valley, Mineral Town, Sunny Island, Flower Bud Village, và Waffle Town.
Như những trò chơi khác trong loạt Harvest Moon, trò chơi tập trung vào trồng trọt và chăn nuôi, phần game này chủ yếu xoay quanh việc điều hành một cửa hàng. Người chơi có thể chọn nhân vật nữ hoặc nam, nhân vật sau đó sẽ tạo ra một loạt cửa hàng với các thiết kế khác nhau và sử dụng Wiimote để chơi một loạt minigame. Trò chơi cũng kết hợp các khía cạnh xã hội như chụp nhanh các cửa hàng và đăng chúng lên bảng tin Wii.

### Động vật
Tất cả động vật đều mua tại Animal Shop. Một khi người chơi đã mua bất kỳ con vật nào thì sẽ có luôn nguồn cung cấp không giới hạn đối với sản phẩm mà chúng sản xuất, vì vậy không cần phải sở hữu nhiều hơn một con trong cùng một loại.
Các con vật cũng không cần phải chăm sóc kỹ lưỡng như các trò chơi Harvest Moon khác. Người chơi sẽ nhận được nguồn cung cấp thức ăn không giới hạn cho chúng, vì vậy không cần phải trồng hay mua bất kỳ loại thức ăn nào. Ông của người chơi sẽ chuyển động vật vào chuồng/nhà khi trời mưa và trở lại khi trời nắng.

### Cây trồng
Trong My Little Shop, các loại cây trồng được dùng để làm nước ép và bán tại cửa hàng. Cây trồng cần được tưới nước hàng ngày, ngay cả khi chúng đã phát triển đầy đủ, và không cần phải thu hoạch.

### Lễ hội
Vào đầu trò chơi sẽ không có các lễ hội như thông thường. Sau một thời gian, Jarvis sẽ nói với người chơi rằng anh ấy cảm thấy được truyền cảm hứng để nghiên cứu một số lễ hội sẽ diễn ra ở Thị trấn Clover. Các lễ hội chỉ diễn ra ngẫu nhiên, có thể là không có lễ hội nào trong nhiều tuần hoặc đột nhiên có hai cái giống nhau trong vòng 1 tuần.
Khi người chơi kích hoạt một lễ hội, chủ lễ hội sẽ thông báo khi người chơi bắt đầu bước ra khỏi nhà. MC của lễ hội sẽ đợi thông báo về sự tham gia của người chơi từ cửa hàng của họ.

## Phát triển
Trò chơi đã được trình diễn tạiE3 2009. Trò chơi có bốn bộ nội dung tải về: Juice Bar Set, Egg Stand Set, Ice Cream Set, và New Friends Set, xuất hiện trong khoảng thời gian từ tháng 11 năm 2009 đến tháng 1 năm 2010.
My Little Shop là trò chơi Harvest Moon đầu tiên có thể tải xuống dành cho Wiiware của hệ máy Nintendo. Đây là một trò chơi hoàn toàn mới và không phải là một trò chơi Virtual Console như Harvest Moon cho SNES.
Có thể mua trò chơi bằng cách kết nối Wii với Wii Shop Channel, sau đó truy cập vào cửa hàng Wiiware trực tuyến. Khi người chơi đã tải trò chơi xuống thì có thể truy cập nó bằng cách nhấp vào kênh My Little Shop trên menu.